# Ditiolano
Un ditiolano es un azufre heterocíclico derivado del cyclopentaneo por reemplazar dos  unidades -CH2- unidades por grupos de tioeteres. Se pueden encontrar dos tipos.  Los 1,2-ditiolanos y 1,3-ditiolanos.
Algunos de los 1,2-Ditiolanos más famosos son el ácido lipoico y el ácido asparagúsico. También se puede definir cómo disulfatos cíclicos. 
Algunos ditiolanos son naturales y se pueden ser encontrar en comidas. Ese es el caso del ácido asparagúsico. 
Por otra parte, los 1,3-Ditiolanos se utilizan como grupos protectores de carbonilo, puesto que son inertes en un gran rango de condiciones. Tras reaccionar 1,2-ditioles se generan los  1,3-ditiolano, tal como se describe abajo.

Hoy en día, los 1,2-ditiolanes han tomado importancia. Sobre todo, el ácido lipóico, que,  a día de hoy, es el único comercial. Siendo, el ácido lipoico el 1,2 ditiolano más representativo, se ha visto que tiene gran afinidad con algunos metales como oro, Mo o W. Además,  tienen relevancia en nanomateriales como oro nanoparticles o TMDs (MoS2 y WS2)